# Mens nostra
Mens nostra est une lettre encyclique du pape Pie XI, publiée le 20 décembre 1929 à l’occasion du 50e anniversaire de son ordination sacerdotale, par laquelle il encourage tous les fidèles, y compris les laïcs à pratiquer régulièrement les « exercices spirituels ».

## Contenu
S’adressant aux prêtres, religieux, religieuses et laïcs Pie XI souligne l’importance qu’il y a à se retirer régulièrement des affaires du monde pour pratiquer pendant trois jours ou plus des « exercices spirituels », c’est-à-dire d’examiner diligemment, dans la prière, ses pensées et ses manières d’agir dans le monde à la lumière de l’Évangile. Citant de grands maîtres spirituels et Pères de l’Église (Basile, Jérôme, Pierre Chrysologue) il montre que cette « retraite » du monde, quelle que soit la forme qu’elle prend, était encouragée dans la tradition de l’Église.
Bien plus, Jésus-Christ lui-même donna l’exemple par ces « 40 jours » qu’il passa dans le désert, et les nombreuses fois qu’il se « retira pour prier ». Les apôtres également étaient en quelque sorte « en retraite » lorsqu’ils attendaient l’Esprit saint, à Jérusalem, après l’ascension de Notre-Seigneur.
Pour les temps modernes Pie XI relève que la première maison pour les retraites du clergé, appelée « Asceterium », fut fondée par Charles Borromée, archevêque de Milan. Mais il en arrive surtout et enfin à recommander vivement la méthode de saint Ignace de Loyola telle qu’elle peut être suivie dans son manuel des Exercices spirituels, un texte et une méthode approuvées par plusieurs de ses prédécesseurs. Il se réjouit de la souplesse d’adaptation à des publics différents que permettent les Exercices de saint Ignace, telles ces retraites pour ouvriers qui sont organisées avec fruit en certains pays.
Ignace de Loyola, que Pie XI appelle « Maître des Exercices spirituels », est depuis le 25 juillet 1922 (par la constitution apostolique Summorum Pontificum), rappelle-t-il, le patron céleste des instituts, sodalités et organisations et, de manière générale, de tous ceux qui viennent en aide à ceux qui pratiquent les « exercices spirituels ».
Lui-même a décidé d’organiser annuellement au Vatican même des « exercices spirituels » ouverts à ceux qui y résident. Recollections mensuelles ou trimestrielles sont également encouragées.